# 모스트 SNP

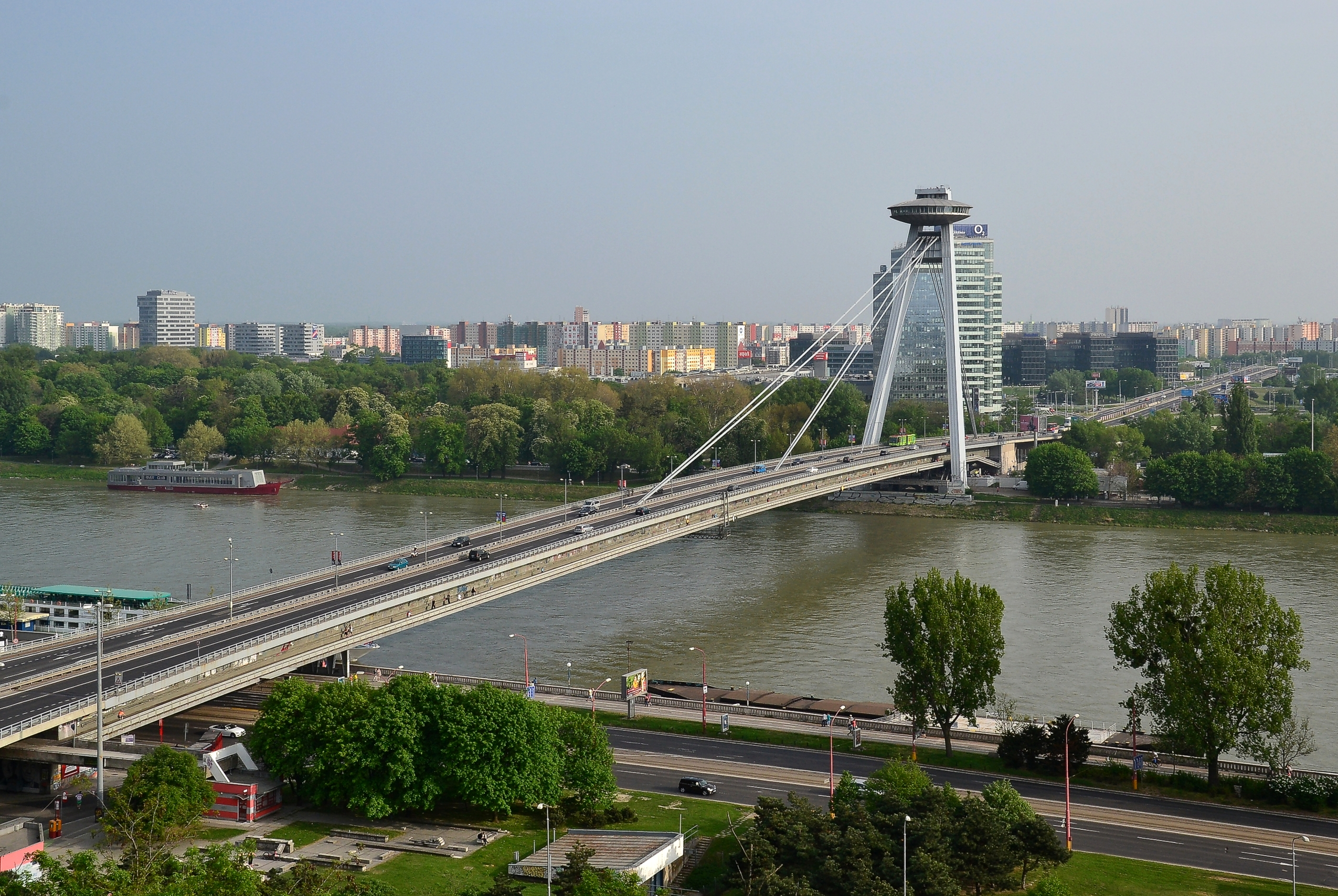
브라티슬라바성에서 본 모스트 SNP

모스트 SNP(슬로바키아어: Most SNP, Most Slovenského národného povstania), 통칭 UFO 다리(슬로바키아어: UFO most), 옛 명칭 노비 모스트(슬로바키아어: Nový most)는 슬로바키아 브라티슬라바에 있는 교량으로, 다뉴브강 위에 있다. 1개의 철탑과 1개의 사장교를 갖춘 세계에서 가장 긴 교량이다. 다리 이름은 슬로바키아어로 "슬로바키아 민족 봉기 다리"를 뜻한다.

## 전망대와 음식점
다리의 84.6m(278피트) 철탑 위에 있는 비행접시 모양의 구조물로, 전망대와 음식점이 들어서 있다. 이 음식점은 전통적인 슬로바키아 요리와 세계 각국의 요리를 모두 제공하며, 요리를 "지중해식"이라고 설명한다.